# Calytrix variabilis
Calytrix variabilis är en myrtenväxtart som beskrevs av John Lindley. Calytrix variabilis ingår i släktet Calytrix och familjen myrtenväxter. Inga underarter finns listade i Catalogue of Life.